# تترافنیل‌اتیلن
تترافنیل‌اتیلن (به انگلیسی: Tetraphenylethylene) یک ترکیب شیمیایی با شناسه پاب‌کم ۶۹۴۳۷ است. شکل ظاهری این ترکیب، پودر بلوری به رنگ سفید مایل به زرد است.